# Gaspard-Théodore-Ignace de la Fontaine
Gaspard-Théodore-Ignace de la Fontaine (Lussemburgo, 6 gennaio 1787 – Lussemburgo, 11 febbraio 1871) è stato un politico lussemburghese.
È stato Primo Ministro del Lussemburgo dal 1º agosto al 2 dicembre 1848.

## Biografia
Gaspard-Théodore-Ignace de la Fontaine nacque a Lussemburgo il 6 gennaio 1787 da una famiglia aristocratica locale.
Dal 1807 al 1810 studiò diritto presso l'Università di Parigi e dal 1810 divenne avvocato a Lussemburgo, professione che continuerà ad esercitare sino al 1842.
Interessatosi anche al mondo politico, dal 1816 diverrà membro degli stati provinciali lussemburghesi e, durante le tensioni della Rivoluzione belga, si distinse come orangista a sostegno della politica di Guglielmo I prendendo parte alla commissione di governo che ebbe il controllo della capitale. Per ricompensarlo del proprio operato e della propria fedeltà, fu il re dei Paesi Bassi in persona a nominarlo governatore del granducato dal 1841 sino al 1848 quando divenne primo ministro ricoprendo simultaneamente anche le cariche di ministro degli affari esteri, della giustizia e del culto. La sua grande influenza nella capitale lo portò dal 1849 ad essere eletto a membro del consiglio comunale della città di Lussemburgo, rimanendo in carica sino al 1851.
Nel 1857 divenne presidente del consiglio di stato rimanendo in carica sino al 1868.
Morì a Lussemburgo l'11 febbraio 1871.
Suo figlio terzogenito, Edmond, meglio conosciuto col nome d'arte di 'Dicks', divenne uno dei poeti nazionali del Lussemburgo e uno dei padri della letteratura lussemburghese.